# A Little Child Shall Lead Them (film 1913)
A Little Child Shall Lead Them è un cortometraggio muto del 1913 diretto da Lem B. Parker. Sceneggiato da M.B. Gardner e prodotto dalla Selig, aveva come interpreti Harold Lockwood, Kathlyn Williams, Baby Lillian Wade, Henry Otto, Daisy Prideaux.

## Produzione
Il film fu prodotto dalla Selig Polyscope Company.

## Distribuzione
Distribuito dalla General Film Company, il film - un cortometraggio di una bobina - uscì nelle sale cinematografiche statunitensi il 23 gennaio 1913. Nel Regno Unito venne distribuito il 13 aprile 1913 con il titolo The Guardian of Their Hearts.